# Loch Ness
Pour les articles homonymes, voir Loch Ness (homonymie) et Ness.
Le loch Ness (en gaélique écossais : Loch Nis) est un lac d'eau douce situé dans les Highlands (Écosse), au sud-ouest de la ville d'Inverness et au nord-est de Fort Augustus.

## Étymologie
Selon le livre « Urquhart and Glenmoriston : Olden times in a highland parish » publié en 1914 par William Mac Kay :
« La légende veut que l’immense vallon aujourd’hui submergé par les eaux du Loch Ness était jadis une magnifique vallée, abritée de tous les vents par de hautes montagnes, couverte d’arbres et d’herbe aux teintes splendides… Il y avait dans cette combe heureuse une source qui avait été bénie par un druide nommé Daly, dont les eaux devinrent un remède infaillible à toute maladie. L’ouverture de ce puits sacré était protégée par une pierre placée par le druide, qui avait ordonné que chaque fois qu’elle serait retirée pour qu’y soit puisée de l’eau elle devrait être aussitôt remise en place. « Le jour où l’on négligera mon commandement, avait-il dit, la désolation envahira cette terre ». Le peuple n’oublia pas les paroles de Daly et elles demeurèrent force de loi : ainsi se suivirent les jours, et les années succédèrent aux années. Mais une fois, une femme laissa l’enfant qu’elle allaitait auprès du feu et sortit puiser de l’eau. A peine avait-elle ôté la pierre qu’un cri parvint à son oreille, l’avertissant que l’enfant rampait vers le feu. Se précipitant chez elle, elle sauva le bébé, mais elle oublia les paroles du druide et omit de remettre la pierre en place. Les eaux s’élevèrent et inondèrent la vallée, et le peuple s’enfuit dans les montagnes en emplissant l’air de ses lamentations, et les rochers se renvoyèrent le cri désespéré : « Tha loch ‘nis ann, tha loch ‘nis ann ! »(« Il y a un lac maintenant, il y a un lac maintenant ! »). Et le lac demeura et s’appelle Loch Ness à ce jour. »
De façon plus crédible, Ness dérive sans doute d'un ancien mot picte (celte) désignant une rivière.

## Géographie
De forme très allongée, le loch s'étend sur environ 39 km et sa largeur varie de 1,2  à   3 km. Situé sur le parcours de la faille géologique du Great Glen qui correspond à la ligne des lochs, sa profondeur maximale est de 272 m. Avec 56,4 km2, c'est le deuxième plus grand lac d'Écosse en superficie, après le loch Lomond, mais le plus grand en volume (7,5 km3), car il est plus profond. Grâce à un système de pompes et de turbines, ses eaux sont utilisées pour produire de l'électricité.
Dans ce lac oligotrophe, la biomasse de 20 tonnes de poissons (estimation la plus haute) est juste suffisante pour nourrir un animal de 2 tonnes comme le monstre du loch Ness, mais insuffisante pour nourrir une population de plusieurs dizaines d'individus, nombre nécessaire pour la survie d'une espèce.
Le loch Ness se situe au nord du Royaume-Uni, sur le trajet du canal calédonien qui relie la côte est à la côte ouest de l'Écosse. Son point le plus au sud, près de Fort Augustus, permet d'apercevoir la seule île du loch, Cherry Island, créée artificiellement à la préhistoire (ce qu'on appelle un crannog).
Les ruines du château d'Urquhart, sur la rive nord, comptent parmi les principaux sites touristiques de la région. Mais, ce qui rend avant tout le loch célèbre de par le monde est la légende du monstre du Loch Ness, créature marine censée hanter ses eaux depuis la fin du VIe siècle. Depuis les années 1930, la légende est devenue une attraction touristique et un petit musée a été créé à Drumnadrochit pour présenter des informations concernant Nessie (surnom affectueux donné à des fins touristiques).

## Galerie

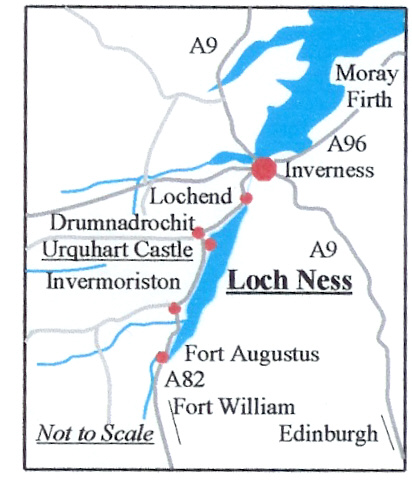
Carte du loch Ness.
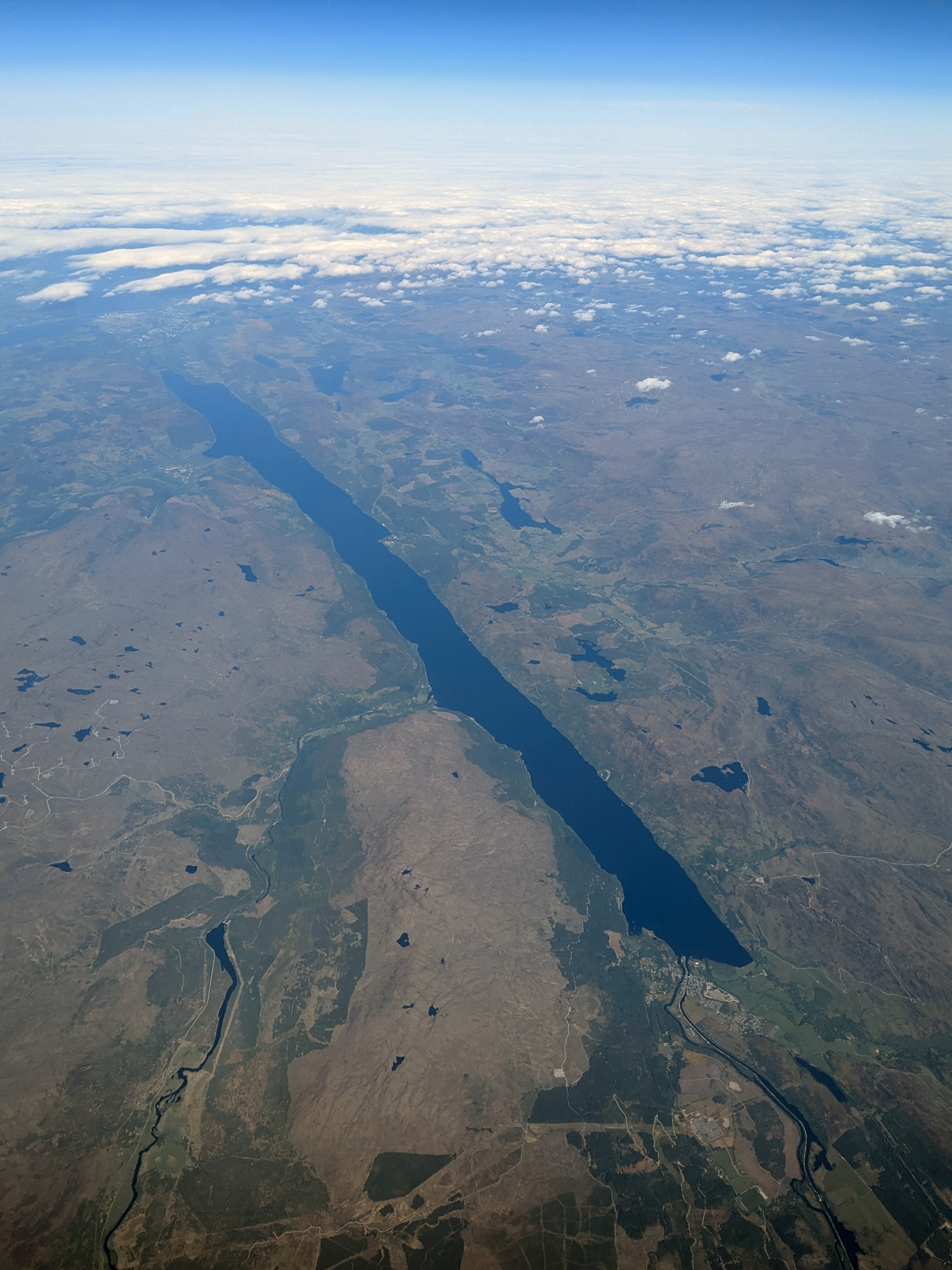
Vue aérienne du loch Ness.
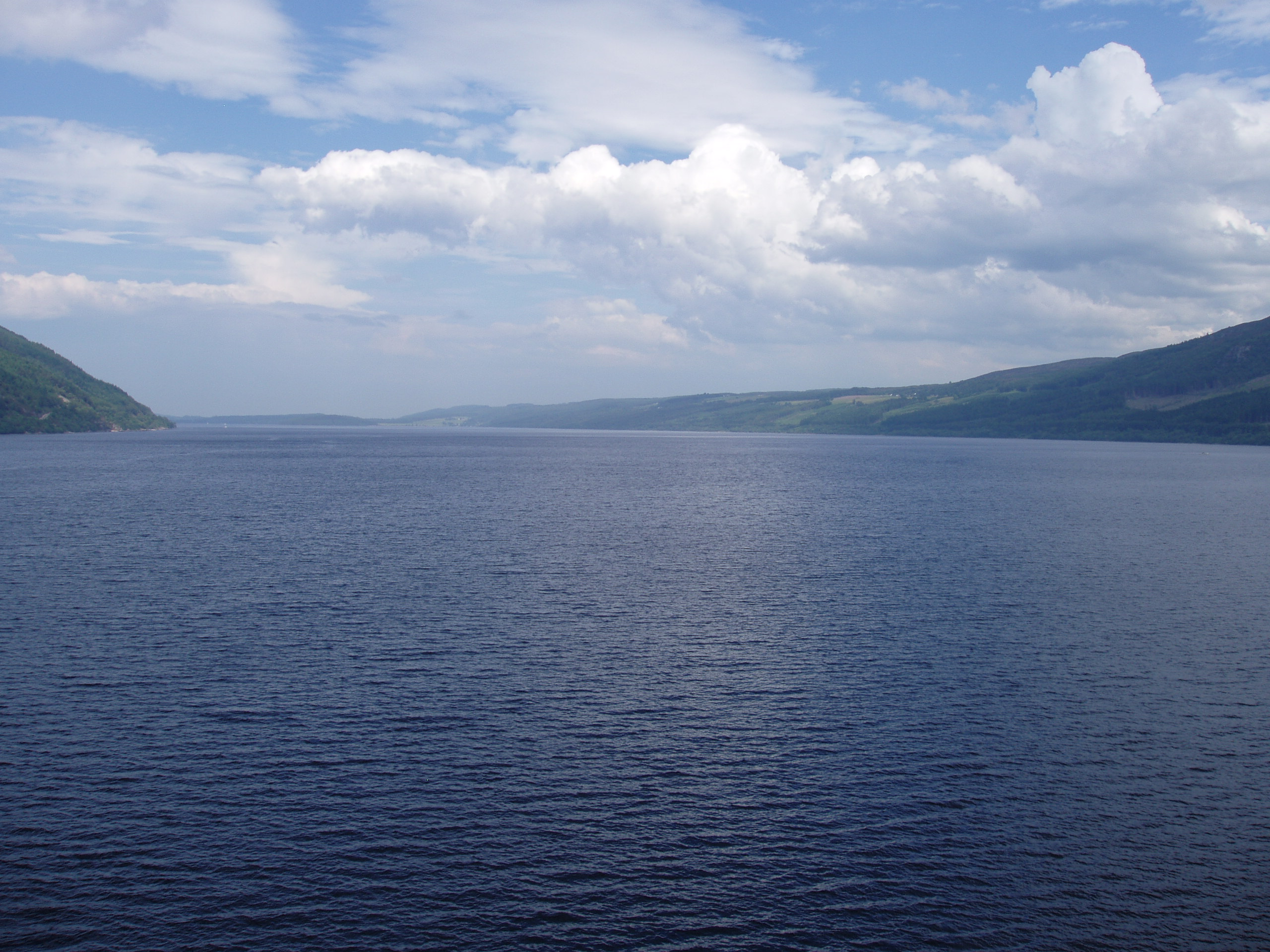
La baie Urquhart et le loch Ness vus de la tour Grant au château Urquhart.
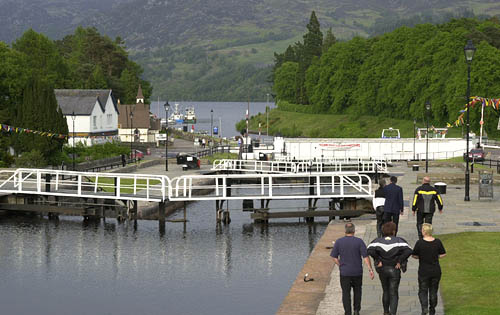
Écluses sur le canal calédonien à Fort Augustus, loch Ness à l'arrière-plan.
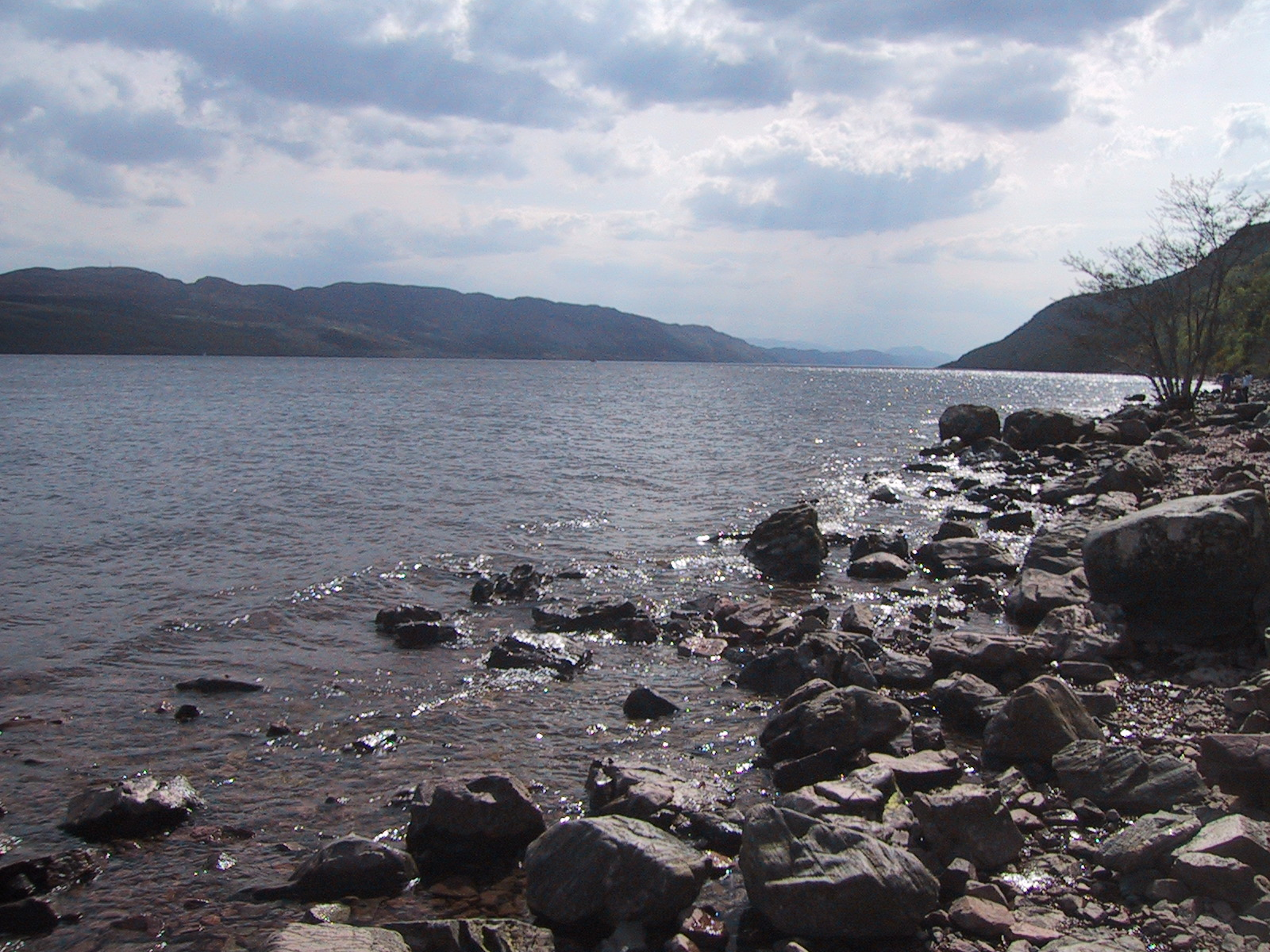
Le loch Ness vu du sud en mai 2006.
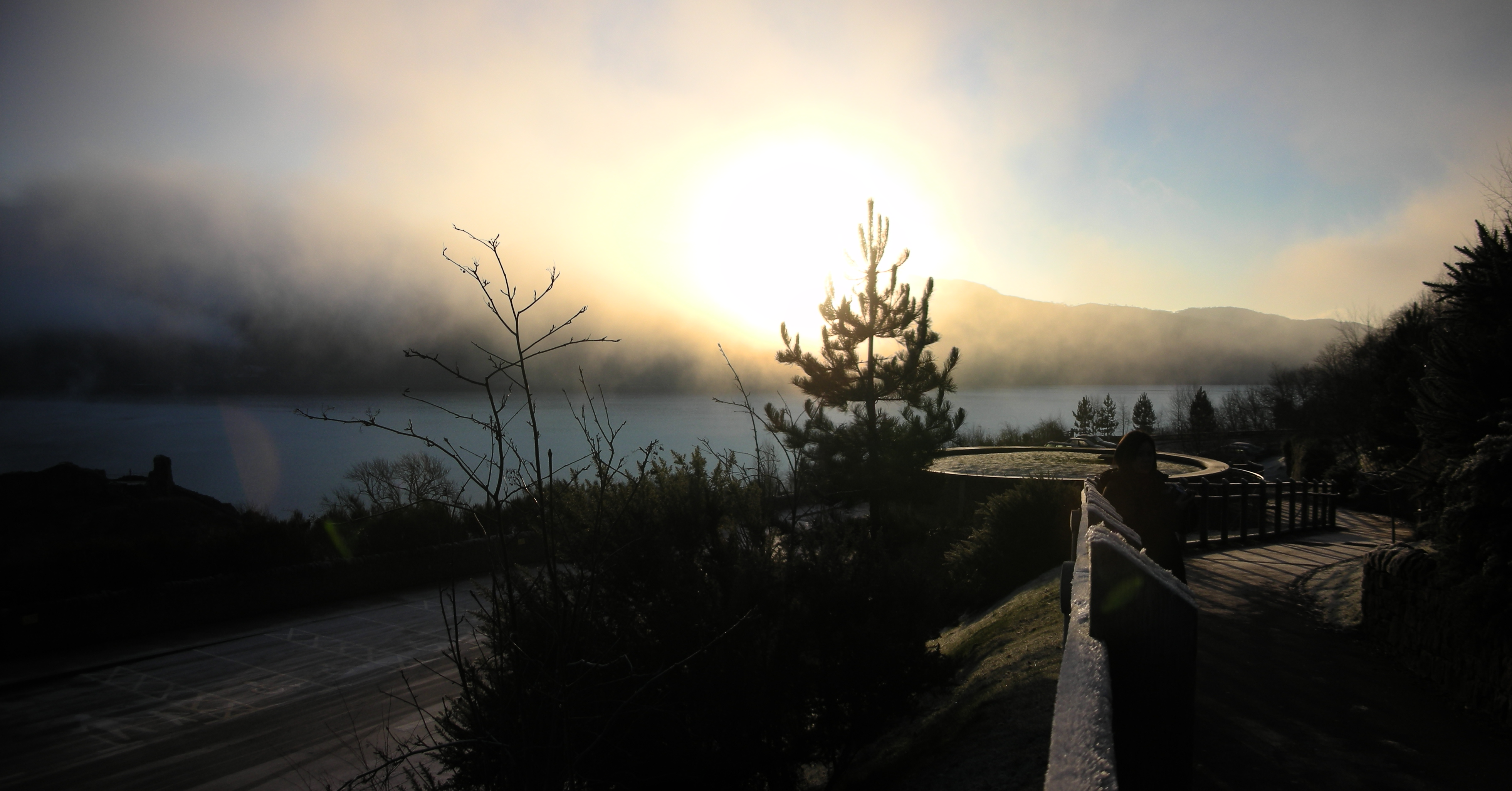
Lever du Soleil sur le loch Ness depuis le château d'Urquhart.
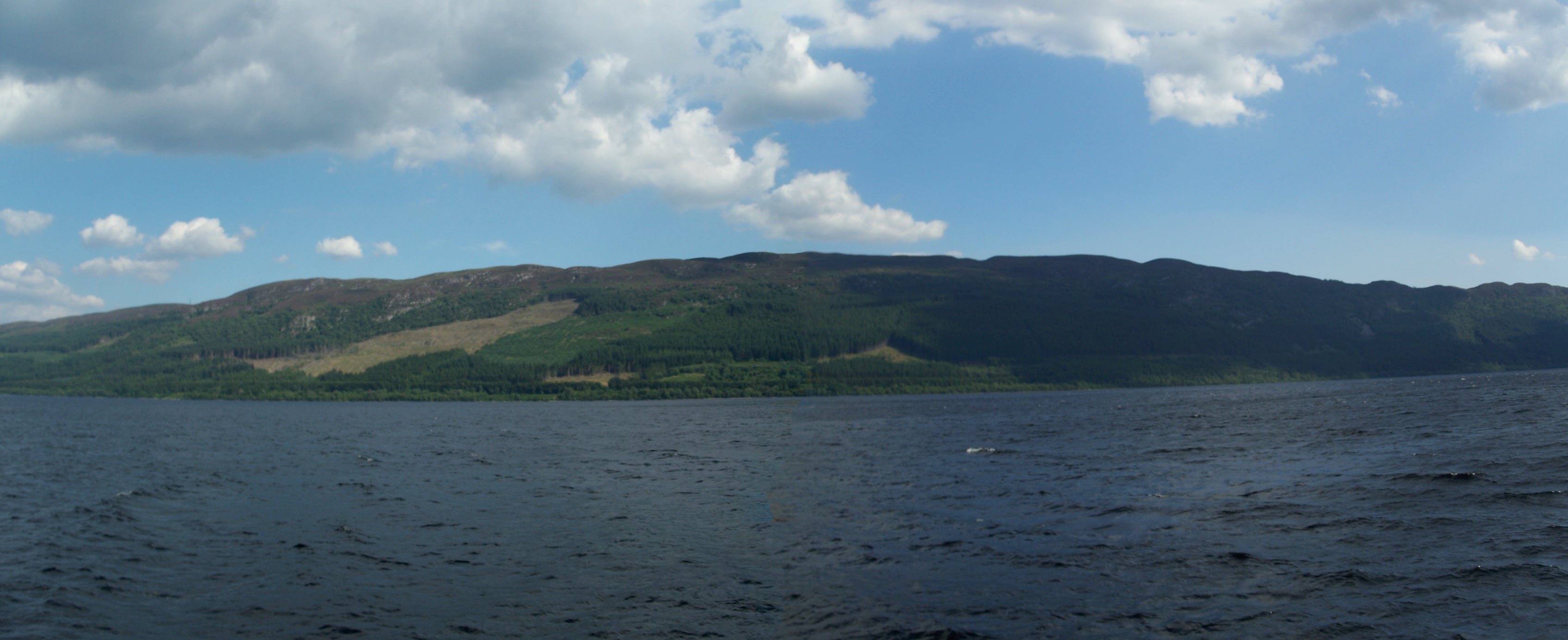
Panorama du loch Ness depuis un bateau en 2008.
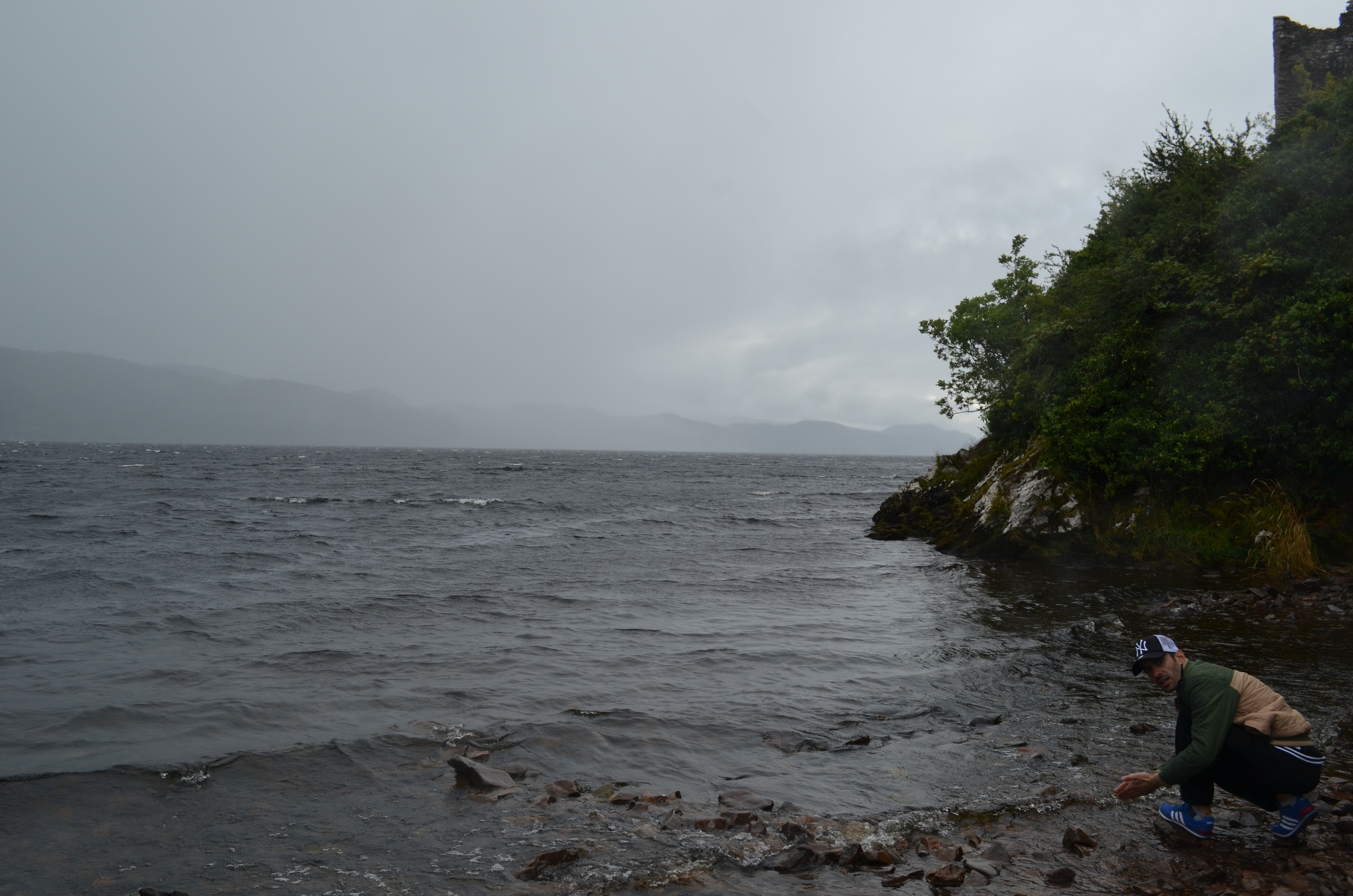
Vue depuis la sortie du château Urquhart sur le loch Ness.